# Agnieszka Kryszczyńska
Agnieszka Joanna Kryszczyńska (ur. 19 marca 1965) – polska astronom, doktor habilitowana nauk fizycznych. Profesor nadzwyczajny Uniwersytetu im. Adama Mickiewicza w Poznaniu. W latach 2013–2017 prezes Polskiego Towarzystwa Astronomicznego. Od 1 września 2016 dyrektor Instytutu Obserwatorium Astronomiczne UAM.

## Życiorys
Studia z fizyki ukończyła w 1988 na poznańskim UAM. Doktoryzowała się na Uniwersytecie Mikołaja Kopernika w Toruniu w 1998 na podstawie pracy pt. Rotacja i precesja planetoid a obserwowane i modelowane krzywe zmian jasności (promotorem był prof. Tadeusz Michałowski). Habilitowała się (także na UMK) w 2014 na podstawie oceny dorobku naukowego i rozprawy pt. Obserwacyjna weryfikacja wpływu efektów Jarkowskiego i YORP na planetoidy.
Na poznańskim Wydziale Fizyki UAM pracuje jako profesor nadzwyczajny w Instytucie Obserwatorium Astronomicznym. Prowadzi zajęcia m.in. ze wstępu do astrofizyki, współczesnej astronomii obserwacyjnej oraz astronomii z astrofizyką.
Swoje prace publikowała m.in. w Nature, Astronomy and Astrophysics, Monthly Notices of the Royal Astronomical Society oraz Icarus. Jest członkiem Międzynarodowej Unii Astronomicznej, Komitetu Astronomii PAN, Polskiego Towarzystwa Astronomicznego, gdzie w latach 2013-2017 pełniła funkcję prezesa. Zasiada też w radzie Fundacji Astronomii Polskiej im. Mikołaja Kopernika.
Planetoida (21776) Kryszczyńska otrzymała jej nazwisko, za wkład w badania małych ciał Układu Słonecznego.